# 尼瑟瓦尔德
尼瑟瓦爾德（荷蘭語：Nissewaard，荷蘭語發音：[ˈnɪsəˌʋaːrt]）是荷蘭南荷蘭省的一個市镇，於2015年1月1日，由原市鎮贝尔尼瑟與斯派克尼瑟合併而成。截至2014年，人口約85,000。